# Region Val-de-Ruz
Die Region Val-de-Ruz ist seit dem 1. Januar 2018 eine der vier Regionen des Kantons Neuenburg in der Schweiz und dient statistischen Zwecken und als Wahlregionen für den Grossen Rat (frz. Grand Conseil) des Kantons. Sie umfasst das Gebiet des Val de Ruz und der umliegenden Jurahöhen. Die Region ist geografisch identisch mit dem ehemaligen Bezirk Val-de-Ruz.
Zur Region gehören folgende politischen Gemeinden (Stand: 1. Januar 2018):
| Wappen     | Name der Gemeinde | Einwohner (31. Dezember 2023) | Fläche in km² | Einw. pro km² |
| ---------- | ----------------- | ----------------------------- | ------------- | ------------- |
| Val-de-Ruz | Val-de-Ruz        | 17'499                        | 124,31        | 141           |
| Total (1)  | Total (1)         | 17'410                        | 128,07        | 136           |